# Västtyskland i olympiska sommarspelen 1984
Västtyskland deltog i de olympiska sommarspelen 1984 med en trupp bestående av tre deltagare, och totalt tog landet 59 medaljer.

## Basket
Herrar
Gruppspel
| Nr | Lag          | S | V | O | F | GM  | IM  | MS   | P  |
| -- | ------------ | - | - | - | - | --- | --- | ---- | -- |
| 1  | Jugoslavien  | 5 | 5 | 0 | 0 | 457 | 366 | +91  | 10 |
| 2  | Italien      | 5 | 4 | 0 | 1 | 437 | 363 | +74  | 9  |
| 3  | Australien   | 5 | 3 | 0 | 2 | 383 | 403 | −20  | 8  |
| 4  | Västtyskland | 5 | 2 | 0 | 3 | 384 | 376 | +8   | 7  |
| 5  | Brasilien    | 5 | 1 | 0 | 4 | 401 | 423 | −22  | 6  |
| 6  | Egypten      | 5 | 0 | 0 | 5 | 349 | 480 | −131 | 5  |

Slutspel
|  | Kvartsfinaler (6 augusti) | Kvartsfinaler (6 augusti) | Kvartsfinaler (6 augusti) |     |         | Semifinaler (8 augusti) | Semifinaler (8 augusti) | Semifinaler (8 augusti) |                        |                        | Final (10 augusti)     | Final (10 augusti)     | Final (10 augusti) |
|  |                           |                           |                           |     |         |                         |                         |                         |                        |                        |                        |                        |                    |
|  | A1                        | Jugoslavien               | 110                       |     |         |                         |                         |                         |                        |                        |                        |                        |                    |
|  | B4                        | Uruguay                   | 82                        |     |         |                         |                         |                         |                        |                        |                        |                        |                    |
|  | B4                        | Uruguay                   | 82                        |     | A1      | Jugoslavien             | 61                      |                         |                        |                        |                        |                        |                    |
|  |                           |                           |                           |     | A1      | Jugoslavien             | 61                      |                         |                        |                        |                        |                        |                    |
|  |                           | B2                        | Spanien                   | 74  |         |                         |                         |                         |                        |                        |                        |                        |                    |
|  | B2                        | B2                        | Spanien                   | 74  | Spanien | 101                     |                         |                         |                        |                        |                        |                        |                    |
|  | B2                        |                           |                           |     | Spanien | 101                     |                         |                         |                        |                        |                        |                        |                    |
|  | A3                        | Australien                | 93                        |     |         |                         |                         |                         |                        |                        |                        |                        |                    |
|  |                           |                           |                           |     |         |                         |                         |                         |                        |                        | B2                     | Spanien                | 65                 |
|  |                           |                           | B1                        | USA | 96      |                         |                         |                         |                        |                        |                        |                        |                    |
|  | B1                        | USA                       | 78                        |     |         |                         |                         |                         |                        |                        |                        |                        |                    |
|  | A4                        | Västtyskland              | 67                        |     |         |                         |                         |                         |                        |                        |                        |                        |                    |
|  | A4                        | Västtyskland              | 67                        |     | B1      | USA                     | 78                      |                         | Bronsmatch (9 augusti) | Bronsmatch (9 augusti) | Bronsmatch (9 augusti) | Bronsmatch (9 augusti) |                    |
|  |                           |                           |                           |     | B1      | USA                     | 78                      |                         | Bronsmatch (9 augusti) | Bronsmatch (9 augusti) | Bronsmatch (9 augusti) | Bronsmatch (9 augusti) |                    |
|  |                           | B3                        | Kanada                    | 59  |         |                         |                         |                         |                        |                        |                        |                        |                    |
|  | A2                        | B3                        | Kanada                    | 59  | Italien | 72                      |                         | A1                      | Jugoslavien            | 88                     |                        |                        |                    |
|  | A2                        |                           |                           |     | Italien | 72                      |                         | A1                      | Jugoslavien            | 88                     |                        |                        |                    |
|  | B3                        | Kanada                    | 78                        |     |         |                         |                         |                         |                        |                        | B3                     | Kanada                 | 82                 |

## Boxning
Bantamvikt
- Stefan Gertel
  1. Första omgången — Bye
  2. Andra omgången — Förlorade mot Louis Gomis (Frankrike), gav upp i andra omgången

Lättvikt
- Reiner Gies
  1. Första omgången — Bye
  2. Andra omgången — Besegrade Samir Khenyab (Irak), 4:1
  3. Tredje omgången — Besegrade John Kalbhenn (Kanada), 5:0
  4. Kvartsfinal — Förlorade mot Pernell Whitaker (USA),  0:5

Lätt weltervikt
- Helmut Gertel
  1. Första omgången — Bye
  2. Andra omgången — Förlorade mot Jerry Page (USA), 0:5

Weltervikt
- Alexander Künzler
  1. Första omgången — Bye
  2. Andra omgången — Besegrade Mohamed Ali Aldahan (Syrien), 5:0
  3. Tredje omgången — Besegrade Kamel Abboud (Algeriet), 4:1
  4. Kvartsfinal — Förlorade mot Luciano Bruno (Italien), 0:5

Lätt mellanvikt
- Manfred Zielonka → Brons
  1. Första omgången — Bye
  2. Andra omgången — Besegrade Ambrose Mlilo (Zimbabwe), 4:1
  3. Tredje omgången — Besegrade Gustavo Ollo (Argentina), 5:0
  4. Kvartsfinal — Besegrade Gnohery Sery (Elfenbenskusten), 5:0
  5. Semifinals — Förlorade mot Frank Tate (USA), walk-over

Mellanvikt
- Andreas Bauer
  1. Första omgången — Förlorade mot Antonio Corti (Argentina), 0:5

Lätt tungvikt
- Markus Bott
  1. Första omgången — Bye
  2. Andra omgången — Förlorade mot Anton Josipović (Jugoslavien), 1:4

Supertungvikt
- Peter Hussing
  1. Första omgången — Besegrade Olaf Mayer (Österrike), 5:0
  2. Kvartsfinal — Förlorade mot Aziz Salihu (Jugoslavien), 2:3

## Bågskytte
Damernas individuella
- Manuela Dachner — 2508 poäng (→ 6:e plats)
- Doris Haas — 2480 poäng (→ 11:e plats)

Herrarnas individuella
- Harry Wittig — 2497 poäng (→ 9:e plats)
- Armin Garnreiter — 2494 poäng (→ 10:e plats)
- Detlef Kahlert — 2486 poäng (→ 5:e plats)

## Cykling
Landsväg
Damernas linjelopp
- Sandra Schumacher — 2:11:14 (→  Brons)
- Ute Enzenauer — 2:13:28 (→ 8:e plats)
- Ines Farenkamp — 2:13:28 (→ 12:e plats)

Bana
Herrarnas poänglopp
- Uwe Messerschmidt
  - Final — 16 poäng (→  Silver)

- Manfred Donike
  - Final — 3 poäng (→ 19:e plats)

## Fotboll
Gruppspel
|              | Spelade | Vinster | Oavgjorda | Förluster | Gjorda mål | Insläppta mål | Poäng |
| ------------ | ------- | ------- | --------- | --------- | ---------- | ------------- | ----- |
| Brasilien    | 3       | 3       | 0         | 0         | 6          | 1             | 6     |
| Västtyskland | 3       | 2       | 0         | 1         | 8          | 1             | 4     |
| Marocko      | 3       | 1       | 0         | 2         | 1          | 4             | 2     |
| Saudiarabien | 3       | 0       | 0         | 3         | 1          | 10            | 0     |

Slutspel
|  | Kvartsfinal                    | Kvartsfinal                    |                                |       | Semifinal                      | Semifinal                      |   |  | Final | Final |
|  |                                |                                |                                |       |                                |                                |   |  |       |       |
|  | 5 augusti 1984 - Pasadena, CA  |                                |                                |       |                                |                                |   |  |       |       |
|  |                                |                                |                                |       |                                |                                |   |  |       |       |
|  | Frankrike                      | 2                              |                                |       |                                |                                |   |  |       |       |
|  | Frankrike                      | 2                              | 8 augusti 1984 - Pasadena, CA  |       |                                |                                |   |  |       |       |
|  | Egypten                        | 0                              |                                |       |                                |                                |   |  |       |       |
|  | Egypten                        | 0                              | Frankrike (förlängning)        | 4     |                                |                                |   |  |       |       |
|  | 6 augusti 1984 - Pasadena, CA  |                                | Frankrike (förlängning)        | 4     |                                |                                |   |  |       |       |
|  |                                | Jugoslavien                    | 2                              |       |                                |                                |   |  |       |       |
|  | Jugoslavien                    | Jugoslavien                    | 2                              | 5     |                                |                                |   |  |       |       |
|  | Jugoslavien                    |                                | 11 augusti 1984 – Pasadena, CA | 5     |                                |                                |   |  |       |       |
|  | Västtyskland                   | 2                              |                                |       |                                |                                |   |  |       |       |
|  | Västtyskland                   | 2                              | Frankrike                      | 2     |                                |                                |   |  |       |       |
|  | 5 augusti 1984 – Palo Alto, CA |                                | Frankrike                      | 2     |                                |                                |   |  |       |       |
|  |                                | Brasilien                      | 0                              |       |                                |                                |   |  |       |       |
|  | Italien (förlängning)          | Brasilien                      | 0                              | 1     |                                |                                |   |  |       |       |
|  | Italien (förlängning)          | 8 augusti 1984 – Palo Alto, CA |                                | 1     |                                |                                |   |  |       |       |
|  | Chile                          | 0                              |                                |       |                                |                                |   |  |       |       |
|  | Chile                          | 0                              | Italien                        | 1     | Bronsmatch                     | Bronsmatch                     |   |  |       |       |
|  | 6 augusti 1984 - Palo Alto, CA |                                | Italien                        | 1     | Bronsmatch                     | Bronsmatch                     |   |  |       |       |
|  |                                | Brasilien (förlängning)        | 2                              |       | 10 augusti 1984 - Pasadena, CA | 10 augusti 1984 - Pasadena, CA |   |  |       |       |
|  | Brasilien (straffar)           | Brasilien (förlängning)        | 2                              | 1 (5) | 10 augusti 1984 - Pasadena, CA | 10 augusti 1984 - Pasadena, CA |   |  |       |       |
|  | Brasilien (straffar)           |                                |                                |       |                                | Jugoslavien                    | 2 |  |       |       |
|  | Kanada                         | 1 (3)                          |                                |       |                                | Jugoslavien                    | 2 |  |       |       |
|  | Kanada                         | 1 (3)                          | Italien                        | 1     |                                |                                |   |  |       |       |
|  |                                |                                | Italien                        | 1     |                                |                                |   |  |       |       |

## Friidrott
Herrar
Herrarnas 400 meter
- Erwin Skamrahl
  - Heat — 45,94
  - Kvartsfinal — 46,39 (→ gick inte vidare)

Herrarnas 5 000 meter
- Christoph Herle
  - Heat — 13:46,35
  - Semifinal — fullföljde inte (→ gick inte vidare)

- Uwe Mönkemeyer
  - Heat — 13:48,66
  - Semifinal — fullföljde inte (→ gick inte vidare)

Herrarnas 10 000 meter
- Christoph Herle
  - Kval — 28:30,28
  - Final — 28:08,21 (→ 5:e plats)

Men's Marathon
- Ralf Salzmann
  - Final — 2:15:29 (→ 18:e plats)

Herrarnas höjdhopp
- Dietmar Mögenburg
  - Kval — 2,24 m
  - Final — 2,35 m (→  Guld)

- Carlo Thränhardt
  - Kval — 2,24 m
  - Final — 2,15 m (→ 10:e plats)

- Gerd Nagel
  - Kval — 2,18 m (→ gick inte vidare)

Herrarnas tresteg
- Peter Bouschen
  - Final — 16,77 m (→ 5:e plats)

Herrarnas spjutkastning
- Wolfram Gambke
  - Kval — 82,98 m
  - Final — 82,46 m (→ 4:e plats)

- Klaus Tafelmeier
  - Kval — 73,52 m (→ gick inte vidare, 22nd place)

Herrarnas kulstötning
- Karsten Stolz
  - Kval — 18,98 m
  - Final — 18,31 m (→ 12:e plats)

Herrarnas diskuskastning
- Rolf Danneberg
  - Final — 66,60 m (→  Guld)

- Alwin Wagner
  - Final — 64,72 m (→ 6:e plats)

Herrarnas släggkastning
- Karl-Hans Riehm
  - Kval — 75,50 m
  - Final — 77,98 m (→  Silver)

- Klaus Ploghaus
  - Kval — 74,68m
  - Final — 76,68 m (→  Brons)

- Christoph Sahner
  - Kval — 72,88 m
  - Final — no mark (→ ingen placering)

Herrarnas tiokamp
- Jürgen Hingsen
  - Resultat — 8673 poäng (→  Silver)

- Siegfried Wentz
  - Resultat — 8412 poäng (→  Brons)

- Guido Kratschmer
  - Resultat — 8326 poäng (→ 4:e plats)

Herrarnas 20 kilometer gång
- Dieter Hoffmann
  - Final — startade inte (→ ingen placering)

Damer
Damernas 1 500 meter
- Roswitha Gerdes
  - Heat — 4:10,64
  - Final — 4:04,41 (→ 4:e plats)

- Margrit Klinger
  - Heat — startade inte (→ ingen placering)

Damernas 3 000 meter
- Brigitte Kraus
  - Heat — 8:57,53
  - Final — fullföljde inte (→ ingen placering)

Damernas maraton
- Charlotte Teske
  - Final — 2:35:56 (→ 16:e plats)

Damernas höjdhopp
- Ulrike Meyfarth
  - Kval — 1,90m
  - Final — 2,02m (→  Guld)

- Heike Redetzky
  - Kval — 1,90m
  - Final — 1,85m (→ 11:e plats)

- Brigitte Holzapfel
  - Kval — 1,90m
  - Final — 1,85m (→ 11:e plats)

Damernas diskuskastning
- Ingra Manecke
  - Kval — 56,20m
  - Final — 58,56m (→ 6:e plats)

Damernas spjutkastning
- Ingrid Thyssen
  - Kval — 60,86m
  - Final — 63,26m (→ 6:e plats)

- Beate Peters
  - Kval — 61,56m
  - Final — 62,34m (→ 7:e plats)

Damernas kulstötning
- Claudia Losch
  - Final — 20,48 m (→  Guld)

Damernas sjukamp
- Sabine Everts
  - Resultat — 6363 poäng (→  Brons)

- Sabine Braun
  - Resultat — 6236 poäng (→ 6:e plats)

- Birgit Dressel
  - Resultat — 6082 poäng (→ 9:e plats)

## Fäktning
Herrarnas florett
- Matthias Behr
- Matthias Gey
- Harald Hein

Herrarnas florett, lag
- Harald Hein, Matthias Behr, Matthias Gey, Klaus Reichert, Frank Beck

Herrarnas värja
- Elmar Borrmann
- Alexander Pusch
- Volker Fischer

Herrarnas värja, lag
- Elmar Borrmann, Volker Fischer, Gerhard Heer, Rafael Nickel, Alexander Pusch

Herrarnas sabel
- Freddy Scholz
- Jürgen Nolte
- Jörg Stratmann

Herrarnas sabel, lag
- Dieter Schneider, Jürgen Nolte, Freddy Scholz, Jörg Stratmann, Jörg Volkmann

Damernas florett
- Cornelia Hanisch
- Sabine Bischoff
- Christiane Weber

Damernas florett, lag
- Christiane Weber, Cornelia Hanisch, Sabine Bischoff, Ute Kircheis-Wessel, Zita-Eva Funkenhauser

## Handboll
Herrar
Gruppspel
| Rank | Lag          | Pld | W | D | L | GF  | GA  | Poäng |  | Västtyskland | Danmark | Sverige | Spanien | USA   | Sydkorea |
| ---- | ------------ | --- | - | - | - | --- | --- | ----- |  | ------------ | ------- | ------- | ------- | ----- | -------- |
| 1.   | Västtyskland | 5   | 5 | 0 | 0 | 114 | 95  | 10    |  | X            | 20:18   | 18:17   | 18:16   | 21:19 | 37:25    |
| 2.   | Danmark      | 5   | 4 | 0 | 1 | 115 | 99  | 8     |  | 18:20        | X       | 26:19   | 21:16   | 19:16 | 31:28    |
| 3.   | Sverige      | 5   | 3 | 0 | 2 | 119 | 110 | 6     |  | 17:18        | 19:26   | X       | 26:25   | 21:18 | 36:23    |
| 4.   | Spanien      | 5   | 2 | 0 | 3 | 105 | 106 | 4     |  | 16:18        | 16:21   | 25:26   | X       | 17:16 | 31:25    |
| 5.   | USA          | 5   | 0 | 1 | 4 | 91  | 100 | 1     |  | 19:21        | 16:19   | 18:21   | 16:17   | X     | 22:22    |
| 6.   | Sydkorea     | 5   | 0 | 1 | 4 | 123 | 157 | 1     |  | 25:37        | 28:31   | 23:36   | 25:31   | 22:22 | X        |

Slutspel
Final
- Jugoslavien 18-17 Västtyskland

Damer
| Rank   | Lag          | Pld | W | D | L | GF  | GA  | Poäng |  | Socialistiska federativa republiken Jugoslavien | Sydkorea | Kina  | USA   | Västtyskland | Österrike |
| ------ | ------------ | --- | - | - | - | --- | --- | ----- |  | ----------------------------------------------- | -------- | ----- | ----- | ------------ | --------- |
| Gold   | Jugoslavien  | 5   | 5 | 0 | 0 | 143 | 102 | 10    |  | X                                               | 29:23    | 31:25 | 33:20 | 20:19        | 30:15     |
| Silver | Sydkorea     | 5   | 3 | 1 | 1 | 125 | 119 | 7     |  | 23:29                                           | X        | 24:24 | 29:27 | 26:17        | 23:22     |
| Bronze | Kina         | 5   | 2 | 1 | 2 | 112 | 115 | 5     |  | 25:31                                           | 24:24    | X     | 22:25 | 20:19        | 21:16     |
| 4.     | Västtyskland | 5   | 2 | 0 | 3 | 91  | 100 | 4     |  | 19:20                                           | 17:26    | 19:20 | 18:17 | X            | 18:17     |
| 5.     | USA          | 5   | 2 | 0 | 3 | 114 | 123 | 4     |  | 20:33                                           | 27:29    | 25:22 | X     | 17:18        | 25:21     |
| 6.     | Österrike    | 5   | 0 | 0 | 5 | 91  | 117 | 0     |  | 15:30                                           | 22:23    | 16:21 | 21:25 | 17:18        | X         |

## Landhockey
Herrar
Gruppspel
| Lag          | Poäng | Spelade | W | D | L | GF | GA | GD  |
| ------------ | ----- | ------- | - | - | - | -- | -- | --- |
| Australien   | 10    | 5       | 5 | 0 | 0 | 17 | 4  | +13 |
| Västtyskland | 7     | 5       | 3 | 1 | 1 | 12 | 4  | +8  |
| Indien       | 7     | 5       | 3 | 1 | 1 | 14 | 9  | +5  |
| Spanien      | 4     | 5       | 2 | 3 | 0 | 11 | 12 | −1  |
| Malaysia     | 2     | 5       | 1 | 4 | 0 | 6  | 17 | −11 |
| USA          | 0     | 5       | 0 | 5 | 0 | 4  | 18 | −14 |

     Kvalificerade till semifinal
Slutspel
|  | Semifinal      | Semifinal      |   |                 | Final           | Final |  |
|  |                |                |   |                 |                 |       |  |
|  | 9 augusti 1984 |                |   |                 |                 |       |  |
|  | Pakistan       | 3              |   |                 |                 |       |  |
|  | Australien     | 0              |   |                 |                 |       |  |
|  |                |                |   |                 |                 |       |  |
|  |                |                |   |                 | 11 augusti 1984 |       |  |
|  |                |                |   |                 | Pakistan        | 3     |  |
|  |                | Västtyskland   | 1 |                 |                 |       |  |
|  |                |                |   |                 |                 |       |  |
|  |                |                |   |                 |                 |       |  |
|  |                |                |   |                 | Bronsmatch      |       |  |
|  | 9 augusti 1984 | 9 augusti 1984 |   | 11 augusti 1984 | 11 augusti 1984 |       |  |
|  | Västtyskland   | 1              |   | Storbritannien  | 3               |       |  |
|  | Storbritannien | 0              |   |                 | Australien      | 2     |  |

Damer
| Placering | Land          | Spelade | V | O | F |    |    |     | Poäng |
| --------- | ------------- | ------- | - | - | - | -- | -- | --- | ----- |
| 1         | Nederländerna | 5       | 4 | 1 | 0 | 14 | 6  | 8   | 9     |
| 2         | Västtyskland  | 5       | 2 | 2 | 1 | 9  | 9  | 0   | 6     |
| 3         | USA           | 5       | 2 | 1 | 2 | 9  | 7  | 2   | 5     |
| 4         | Australien    | 5       | 2 | 1 | 2 | 9  | 7  | 2   | 5     |
| 5         | Kanada        | 5       | 2 | 1 | 2 | 9  | 11 | -2  | 5     |
| 6         | Nya Zeeland   | 5       | 0 | 0 | 5 | 2  | 12 | -10 | 0     |

## Modern femkamp
Herrarnas individuella tävling
- Achim Bellmann
- Michael Rehbein
- Christian Sandow

Herrarnas lagtävling
- Achim Bellmann
- Michael Rehbein
- Christian Sandow

## Simhopp
Herrarnas 3 m
- Albin Killat
  - Kval — 549,39
  - Final — 569,52 (→ 7:e plats)

- Dieter Dörr
  - Kval — 533,61
  - Final — 549,33 (→ 10:e plats)